# USS Astoria (CA-34)
Lo USS Astoria (hull classification symbol CA-34) fu un incrociatore pesante della United States Navy, entrato in servizio nell'aprile 1934 come seconda unità della classe New Orleans.
Schierato nel teatro operativo dell'Oceano Pacifico durante il periodo interbellico, l'Astoria si trovò fin dall'inizio in prima fila nelle operazioni belliche contro l'Impero giapponese nella seconda guerra mondiale, frequentemente schierato come unità di scorta dei gruppi d'attacco di portaerei della United States Pacific Fleet; in questa veste, partecipò tanto alla battaglia del Mar dei Coralli nel maggio 1942 e alla decisiva battaglia delle Midway nel giugno seguente.
Schierato nelle fasi iniziali della campagna di Guadalcanal, nella notte tra l'8 e il 9 agosto l'Astoria si ritrovò coinvolto nella battaglia dell'isola di Savo contro la flotta giapponese: nel corso di un confuso scontro notturno conclusosi con una pesante sconfitta statunitense, l'Astoria incassò numerosi colpi di artiglieria sparati dagli incrociatori giapponesi, venendo devastato dagli incendi; lo scafo affondò quindi la mattina del 9 agosto a nord-ovest di Guadalcanal.

## Storia

### Entrata in servizio e periodo interbellico

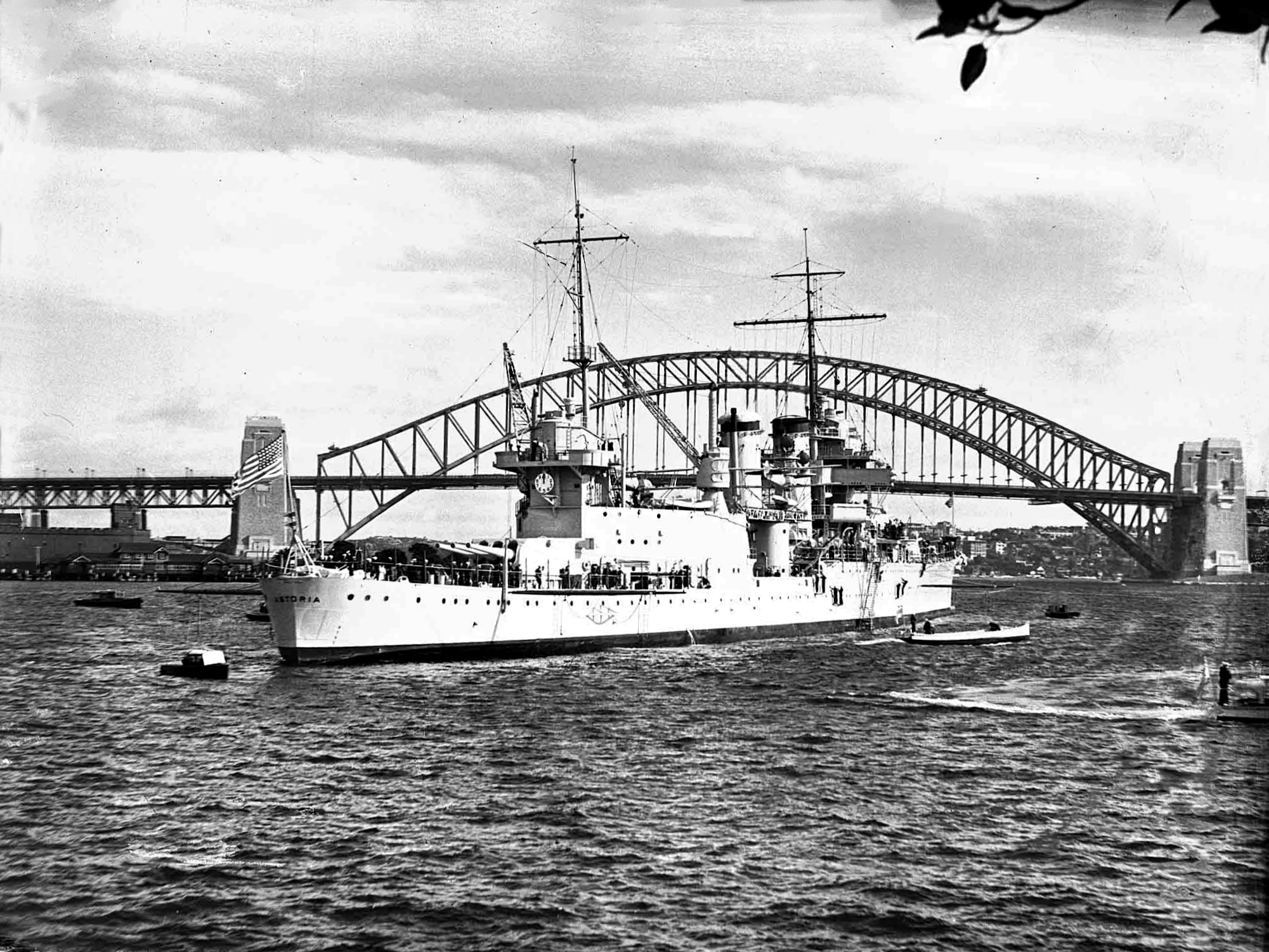
L'Astoria nel porto di Sydney nell'agosto 1934, durante la crociera inaugurale dell'unità

La nave fu impostata il 1º settembre 1930 nei cantieri navali della Puget Sound Naval Shipyard di Bremerton nello Stato di Washington, per poi essere varata il 16 dicembre 1933 con il nome di Astoria in onore dell'omonima città dell'Oregon; madrina del varo fu Leila C. McKay, una discendente di uno dei partecipanti della spedizione che fondò il primo nucleo della città di Astoria nel 1811. La nave entrò quindi in servizio il 24 aprile 1934.
Nel corso dell'estate del 1934 l'Astoria intraprese una lunga crociera addestrativa nell'Oceano Pacifico, visitando gli arcipelaghi delle Hawaii, delle Samoa e delle Figi oltre ai porti di Sydney e Noumea prima di rientrare a San Francisco in settembre. L'incrociatore fu quindi assegnato in forza alla Cruiser Division 7 (CruDiv 7) della Scouting Force di base a San Pedro, passando alla CruDiv 6 nel febbraio 1937; la nave trascorse il periodo interbellico impegnata in manovre addestrative di routine principalmente nel teatro del Pacifico.
All'inizio del 1939 l'Astoria partecipò a una grande manovra addestrativa annuale nel teatro delle Indie occidentali, per poi fare rotta per Annapolis dove imbarcò le spoglie dell'ambasciatore giapponese negli Stati Uniti Saito Hirosi, recentemente deceduto, al fine di riportarle in patria: un gesto di rispetto per ripagare il rimpatrio, nel 1925, del corpo dell'ambasciatore statunitense in Giappone Edgar Bancroft da parte di un incrociatore giapponese. L'Astoria salpò quindi da Annapolis il 18 marzo 1939, dirigendo via canale di Panama a Honolulu dove, il 4 aprile, furono presi a bordo la moglie e i due figli dell'ambasciatore Saito appena arrivati dal Giappone su una nave passeggeri; l'incrociatore raggiunse quindi Yokohama il 17 aprile, presenziando alle cerimonie funebri per l'ambasciatore.
L'Astoria lasciò il Giappone il 26 aprile, raggiungendo tre giorni dopo Shanghai dove prese a bordo per una visita di cortesia il comandante dell'United States Asiatic Fleet, viceammiraglio Harry Yarnell; in seguito, la nave visitò Hong Kong e le Filippine prima di fare rotta per la base di Guam il 21 maggio. Da qui l'incrociatore partecipò alle operazioni di ricerca dello scrittore e avventuriero Richard Halliburton, scomparso in mare mentre tentava la traversata da Shanghai a San Francisco su una giunca; le ricerche furono abbandonate il 29 maggio senza aver ottenuto esito, e la nave rientrò quindi a San Pedro. Nell'ottobre 1939 l'Astoria fu assegnato al distaccamento delle Hawaii, facendo di Pearl Harbor la sua nuova base; a partire dall'8 aprile 1941 e fino all'11 luglio seguente la nave fu sottoposta a un ciclo di lavori di manutenzione presso il cantiere Mare Island Naval Shipyard di Vallejo in California, nel corso dei quali l'armamento antiaereo fu potenziato. Dopo il rientro a Pearl Harbor, la nave operò nelle acque tra Oahu e l'Atollo di Midway in manovre di addestramento e pattugliamento, scortando anche in ottobre una nave da trasporto a Manila prima di rientrare nelle Hawaii.

### La seconda guerra mondiale

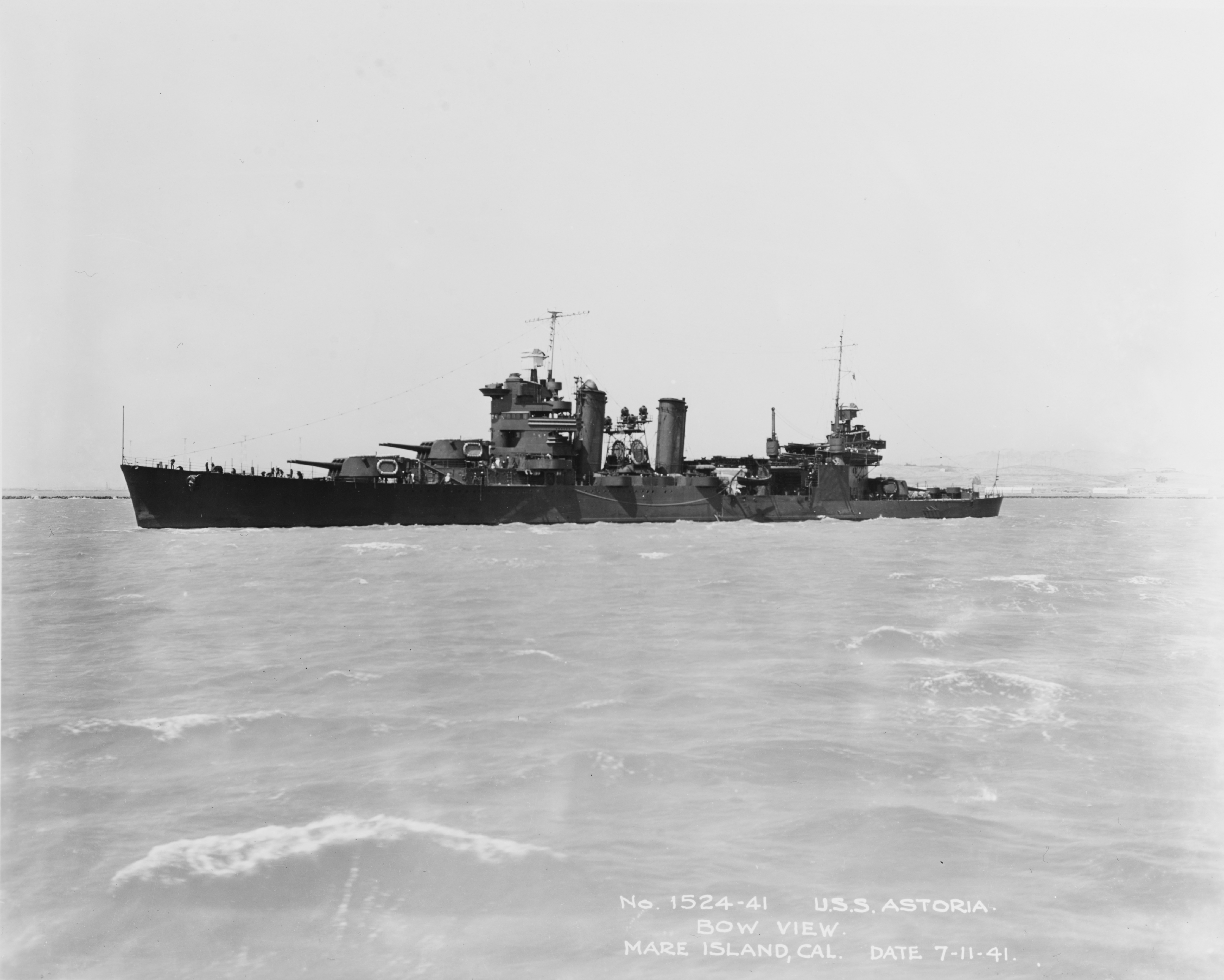
La nave in navigazione al largo della California nel luglio 1941, dopo i lavori di manutenzione eseguiti al Mare Island Naval Shipyard

Il 5 dicembre 1941 l'Astoria salpò da Pearl Harbor di scorta alla portaerei USS Lexington, diretta a Midway con un carico di aerei per la locale guarnigione; quando, il 7 dicembre successivo, le portaerei giapponesi attaccarono la flotta statunitense a Pearl Harbor, l'Astoria si trovava 700 miglia a occidente delle Hawaii con il resto del suo gruppo: subito richiamata, la formazione compì un'infruttuosa ricerca delle portaerei nipponiche a sud-ovest di Oahu prima di rientrare a Pearl Harbor il 13 dicembre. Il 16 dicembre l'incrociatore prese il mare come scorta a un convoglio di truppe dirette all'Isola di Wake, ma la missione fu annullata il 23 dicembre visto che l'isola ormai era prossima a cadere in mano ai giapponesi. Dal 31 dicembre l'Astoria scortò la portaerei USS Saratoga in una sua sortita da Pearl Harbor, ma l'11 gennaio 1942 la portaerei riportò gravi danni dopo essere stata silurata dal sommergibile giapponese I-6 al largo delle Hawaii e l'intera formazione dovette rientrare alla base.
Il 19 gennaio 1942 l'incrociatore lasciò Pearl Harbor insieme alla Lexington per condurre una crociera offensiva nella zona compresa tra il Kingman Reef e l'Isola Christmas, ma l'azione fu annullata il 23 gennaio dopo che la petroliera assegnata alla formazione per il rifornimento di carburante fu silurata da un sommergibile giapponese. Il 16 febbraio seguente l'Astoria salpò nuovamente da Pearl Harbor, questa volta di scorta alla portaerei USS Yorktown diretta ad attaccare la nuova base allestita dai giapponesi a Rabaul nel Pacifico meridionale; la missione fu poi modificata in un attacco aereo il 10 marzo alle teste di ponte allestite dai giapponesi sulla costa nord-orientale della Nuova Guinea a Lae e Salamaua: nel corso dell'azione l'Astoria coprì il fianco alla formazione di portaerei impegnata nel raid e contemporaneamente protesse l'arrivo a Noumea di un convoglio di truppe statunitensi.
A partire dal 14 marzo 1942 l'Astoria pattugliò l'area del Mar dei Coralli insieme ad altre unità statunitensi e australiane, facendo tappa a Noumea per rifornirsi. Tra il 4 e l'8 maggio l'incrociatore fece da scorta alla portaerei Yorktown durante gli eventi della battaglia del Mar dei Coralli con la flotta giapponese, fornendo uno sbarramento di fuoco antiaereo contro gli attacchi dei velivoli nemici e rivendicando l'abbattimento di quattro di essi; la nave rientrò quindi a Pearl Harbor il 27 maggio. L'Astoria prese nuovamente il mare il 30 maggio seguente, sempre come parte del gruppo di scorta della portaerei Yorktown, dopo notizie circa un imminente grande attacco giapponese all'atollo di Midway; l'azione sfociò quindi, tra il 4 e il 6 giugno, nella decisiva battaglia delle Midway: l'incrociatore fu ancora una volta chiamato a fornire fuoco antiaereo di protezione contro gli attacchi dei velivoli nipponici, e dopo che la Yorktown rimase gravemente danneggiata prese a bordo il comandante della formazione, ammiraglio Frank Fletcher, che da qui diresse il resto della battaglia. La nave rientrò a Pearl Harbor il 13 giugno per sottoporsi a un ciclo di lavori di manutenzione nei cantieri locali.

### L'affondamento

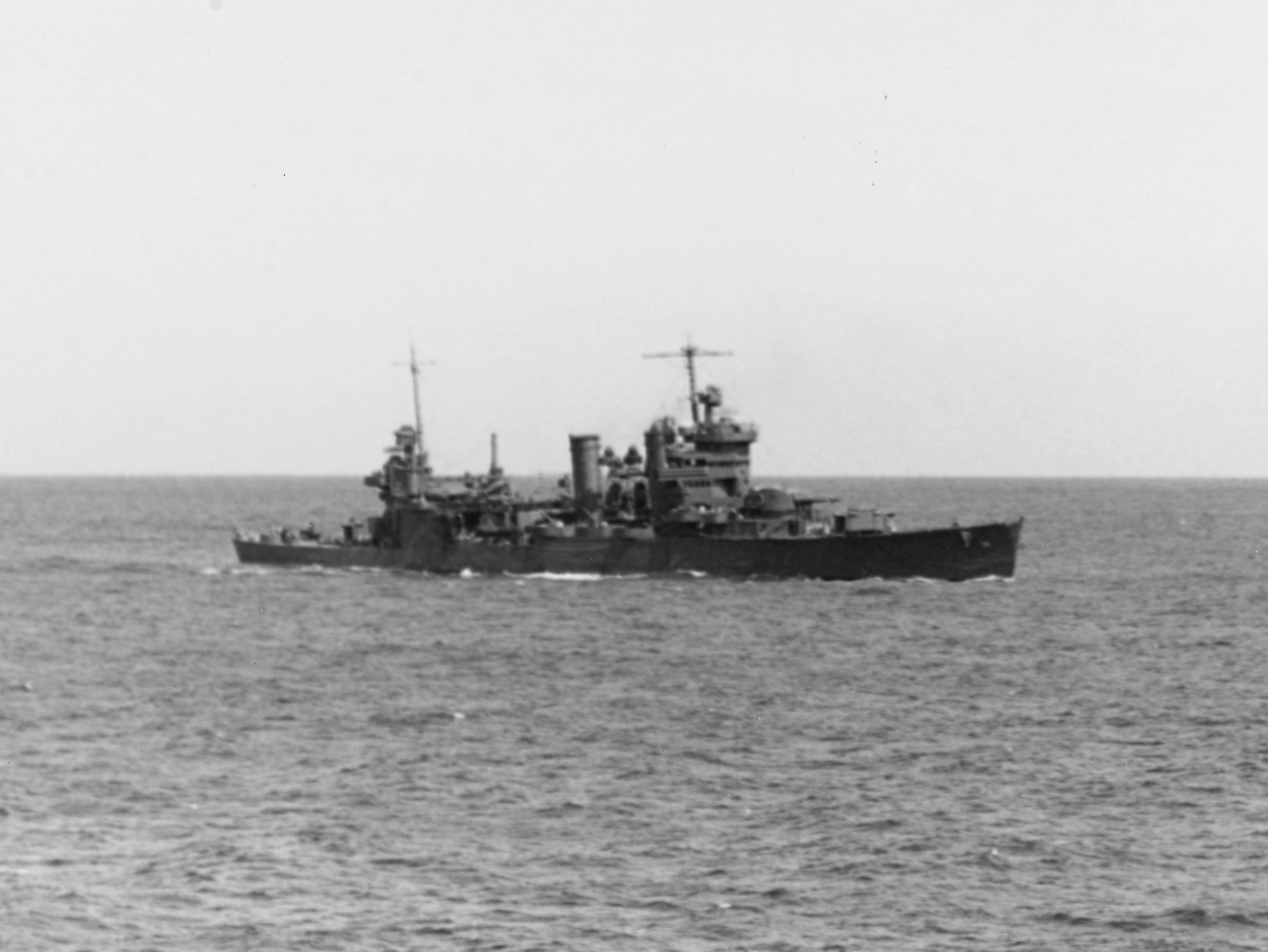
Una delle ultime foto note dell'incrociatore, qui ritratto il 6 agosto 1942 mentre è in rotta per le acque di Guadalcanal

All'inizio di agosto 1942 l'Astoria fu assegnato alla flotta di invasione statunitense diretta ad attaccare le isole di Tulagi e Guadalcanal nell'arcipelago delle Isole Salomone; parte delle forze di supporto all'assalto anfibio, la mattina del 7 agosto l'incrociatore protesse con i suoi grossi calibri lo sbarco dei marines statunitensi sulla costa nord di Guadalcanal, respingendo anche alcuni attacchi aerei giapponesi alle navi da trasporto.
Nella notte tra l'8 e il 9 agosto seguenti, una formazione di incrociatori giapponesi diresse all'attacco della flotta statunitense che stazionava a nord di Guadalcanal; l'Astoria stava in quel momento pattugliando le acque a oriente dell'Isola di Savo in squadra con gli incrociatori USS Vincennes e USS Quincy, e finì con il ritrovarsi all'improvviso coinvolto in una violenta battaglia notturna. A partire alle 01:50 del 9 agosto l'Astoria aprì il fuoco sugli incrociatori giapponesi salvo interrompere brevemente il tiro per paura di aver scambiato per nemici una formazione amica; la nave fu quindi centrata dalla quinta salva sparata dagli incrociatori giapponesi ai suoi danni: almeno due proiettili di grosso calibro colpirono l'unità a mezza nave, mettendo fuori uso una delle torri dei cannoni da 203 mm e appiccando il fuoco all'hangar degli idrovolanti di bordo a poppa dell'unità. Le fiamme dell'incendio resero l'incrociatore un bersaglio perfettamente illuminato nel buio della notte, e una grandinata di colpi d'artiglieria prese ad abbattersi sull'Astoria: la nave incassò numerosi colpi, perdendo di velocità, vedendo aumentare gli incendi a bordo e trovandosi con buona parte dell'armamento fuori uso; anche se la centrale di direzione del tiro era stata messa fuori combattimento, l'Astoria continuò a fare fuoco e con la sua dodicesima e ultima salva riuscì a mettere fuori uso una delle torri di artiglieria dell'incrociatore giapponese Chokai.
Dopo aver incassato non meno di 65 colpi di grosso calibro, l'incrociatore cercò di allontanarsi dalla battaglia procedendo verso sud; i membri dell'equipaggio, per gran parte isolati sul cassero di prua, lottarono per ore per soffocare i numerosi incendi a bordo. Alle 04:45 il cacciatorpediniere USS Bagley riuscì a portarsi, con un'abile manovra, di controbordo all'Astoria e ad evacuare i superstiti dell'equipaggio e i numerosi feriti dal cassero di prua, manovrando poi per andare a soccorrere altri superstiti isolati dalle fiamme nella sezione di poppa dell'incrociatore. Nonostante i danni gravissimi la nave rimaneva a galla e, allo spuntare dell'alba, il comandante dell'unità William Greenman tornò a bordo con un equipaggio di fortuna di 325 uomini con cui tentare di salvare l'incrociatore: le falle nello scafo furono turate e il cacciatorpediniere USS Hopkins tentò di prendere a rimorchio la nave intorno alle 07:00, mentre un altro cacciatorpediniere, il USS Wilson, si affiancava all'incrociatore per pompare altra acqua sugli incendi che continuavano a divampare a bordo.
Nonostante i numerosi sforzi, il destino della nave era ormai segnato: intorno alle 11:00 un nuovo violento incendio riprese vita nei ponti inferiori dello scafo, e varie esplosioni interne furono avvertite dagli uomini sopracoperta; lo sbandamento dello scafo prese ad accentuarsi, mentre le riparazioni delle falle cedevano una dopo l'altra. Il comandante Greenman dette quindi l'ordine di abbandono della nave, e l'equipaggio fu preso a bordo dal sopraggiunto cacciatorpediniere USS Buchanan; lo scafo dell'Astoria si piegò lentamente sul lato di sinistra, per poi capovolgersi e affondare intorno alle 12:15 nella posizione 9° 12' S, 159° 52' E.